# Jaime Fortier
Jaime Fortier (* 23. Februar 1976 in Edmonton) ist eine ehemalige kanadische Skilangläuferin.

## Werdegang
Fortier, die für den Edmonton Nordic Ski Club startete, trat international erstmals bei den Junioren-Skiweltmeisterschaften 1994 in Breitenwang in Erscheinung. Dort belegte sie den 61. Platz über 5 km klassisch und den 49. Rang über 15 km Freistil. In den folgenden Jahren kam sie bei den Junioren-Skiweltmeisterschaften 1995 in Gällivare auf den 54. Platz über 15 km Freistil und auf den 53. Rang über 5 km klassisch und bei den Junioren-Skiweltmeisterschaften 1996 in Asiago auf den 54. Platz über 5 km klassisch, auf den 27. Rang über 15 km Freistil und auf den siebten Platz mit der Staffel. Im März 1995 lief sie in Vernon ihr erstes Rennen im Continental-Cup, welches sie auf dem siebten Platz über 15 km klassisch beendete. Bei den Nordischen Skiweltmeisterschaften 1997 in Trondheim belegte sie den 59. Platz über 15 km Freistil, den 52. Rang über 30 km klassisch sowie den 14. Platz zusammen mit Beckie Scott, Milaine Thériault und Sara Renner in der Staffel und bei ihrer ersten Olympiateilnahme bei den Olympischen Winterspielen 1998 in Nagano den 77. Platz über 5 km klassisch und den 16. Rang zusammen mit Beckie Scott, Milaine Thériault und Sara Renner in der Staffel. In der Saison 1998/99 gewann sie in Vernon über 30 km Freistil ihr erstes Rennen im Continental-Cup. In der folgenden Saison holte sie drei Siege im Continental-Cup und mit dem 28. Platz beim Transjurassienne ihre ersten Weltcuppunkte. 
In der Saison 2000/01 erreichte Fortier in Soldier Hollow mit dem 22. Platz im Sprint und den 26. Rang in der Doppelverfolgung ihre besten Einzelergebnisse im Weltcup. Beim Saisonhöhepunkt, den Nordischen Skiweltmeisterschaften 2001 in Lahti, kam sie auf den 50. Platz über 15 km klassisch, auf den 35. Rang in der Doppelverfolgung und zusammen mit Beckie Scott, Milaine Thériault und Sara Renner auf den sechsten Platz in der Staffel. In ihrer letzten aktiven Saison 2001/02 errang sie im Weltcup in Lillehammer mit dem 28. Platz beim Birkebeinerrennet nochmals Weltcuppunkte. Ihre beste Platzierung bei den Olympischen Winterspielen im Februar 2002 in Salt Lake City war der 30. Platz im Sprint. Ihre Schwester Amanda Fortier war ebenfalls als Skilangläuferin aktiv.

## Siege bei Continental-Cup-Rennen
| Nr. | Datum             | Ort      | Disziplin        | Serie           |
| --- | ----------------- | -------- | ---------------- | --------------- |
| 1.  | 13. März 1999     | Vernon   | 30 km Freistil   | Continental-Cup |
| 2.  | 24. November 1999 | Vernon   | 10 km klassisch  | Continental-Cup |
| 3.  | 5. Februar 2000   | Duntroon | 5 km Freistil    | Continental-Cup |
| 4.  | 6. Februar 2000   | Duntroon | 10 km Verfolgung | Continental-Cup |

## Teilnahmen an Weltmeisterschaften und Olympischen Spielen

### Olympische Spiele
- 1998 Nagano: 16. Platz Staffel, 77. Platz 5 km klassisch
- 2002 Salt Lake City: 30. Platz Sprint Freistil, 34. Platz 30 km klassisch, 37. Platz 15 km Freistil Massenstart, 45. Platz 10 km klassisch

### Nordische Skiweltmeisterschaften
- 1997 Trondheim: 14. Platz Staffel, 52. Platz 30 km klassisch, 59. Platz 15 km Freistil
- 2001 Lahti: 6. Platz Staffel, 35. Platz 10 km Doppelverfolgung, 50. Platz 15 km klassisch